# ریشایرو زیوکوویچ
ریشایرو زولیانو زیوکوویچ (سیریلیک صربی: Ришаиро Жулијано Живковић؛ زادهٔ ۵ سپتامبر ۱۹۹۶) بازیکن فوتبال اهل هلند است.

## باشگاهی
از باشگاه‌هایی که در آن بازی کرده‌است می‌توان به خرونینگن، آژاکس، ویلم دوم، اوترخت، اوستنده، چانگچون یاتای و شفیلد یونایتد اشاره کرد.